# 四十口径八九式十二糎七高角砲
四十口径八九式十二糎七高角砲（40こうけいはちきゅうしき12せんち7こうかくほう）は、日本海軍が他の砲の設計を転用せず、はじめから高角砲として設計した砲である。通称12.7センチ高角砲。1932年（昭和7年）2月6日正式採用され、主に太平洋戦争で活躍した。

## 概要
日本海軍は対空兵器として45口径三年式12cm砲を対空砲（いわゆる高角砲）として改設計した四十五口径十年式十二糎高角砲を配備していた。だが、航空機の発達や対空砲として設計されたわけではない十年式は性能不足が生じることが予想されたため、高角砲（対空砲）として設計した砲を開発することとなった。
設計に当たっては、
- 発射速度を大とする。1門あたり毎分14発を目標とした。
- 弾の威力を大きくする。既存の12 cm高角砲より径を0.7 cm大きくし、被害半径を拡大させた。
- 弾薬包の重量を35 kg以下に抑える。砲員の体力消耗により発射速度が低下することを抑えるため。
- 砲架はなるべく軽量化し、動作速度を上げる。特に、急降下爆撃に対応するため旋回速度より俯仰速度を重視した結果、俯仰速度は12度/秒となった。
- 信管は自動調定とする。これも発射速度の低下を抑えるため。

とされた。
尾栓は閉鎖速度の速い横鎖栓式とされた。以後日本海軍で開発された高角砲は全てこの尾栓方式を採用している。
1929年（昭和4年）より設計が開始され1931年（昭和6年）に第1号機が完成し、翌年2月に四十口径八九式十二糎七連装高角砲架とともに制式採用された。

## 評価
射撃速度はカタログ上では最大毎分14発を発射可能となっているが、1933年（昭和8年）の『砲術年報』には「訓練すれば毎分12発で撃てる非常によい砲」と記され、1939年（昭和14年）に実施された対空演習の実績によれば、本砲は1分間に7、8発発射できればよい方と報告されている。
また本砲の時限信管は装填時に自動的に調定されるが、この調定器の開発は難航した。当初は誤差が許容範囲内（±0.2秒）に収まらず、一説では1935年（昭和10年）にようやく安定した精度が出るようになったと言われているが、1939年の演習でも信管調定機の誤差について触れられている。
アメリカ軍の苛烈な航空攻撃に直面した1944年（昭和19年）のレイテ沖海戦の参加艦からは下記のような報告がされている。
- 砲の射程や威力に不満はないものの、砲が重すぎるため高速機への対応が不十分
- 九八式十糎高角砲程度のものを両舷2群ほど増設してほしい
- 発射速度が遅く弾幕を形成できない

戦争末期に建造された松型駆逐艦では、主砲として従来の駆逐艦が装備した50口径三年式12.7センチ砲に代わって、本砲の電動機出力を増強したものを装備した。対空戦闘・対水上艦戦闘の双方に対応できるため、用兵側は好評価を与えている。

## 形式

### 連装砲架
A1型初期の開発型
A1型改1重巡洋艦用。波よけ盾付き
A1型改2航空母艦用。煤煙よけ盾付き
A1型改3大和型戦艦用。爆風よけ盾付き
A2型大量生産用
A3型照準器の変更
A4型照準器の変更
B1型松型駆逐艦2番砲用。電動機を10kWから15kWに強化し、旋回・俯仰速度が上昇している。
B2型高射装置搭載艦用

### 単装砲架
B1型改4松型駆逐艦1番砲用。

## 搭載艦船
日本海軍の高角砲では最も成功した砲といわれている。戦艦、空母をはじめとする多くの主要艦艇に搭載された。
- 戦艦：金剛型、扶桑型、伊勢型、長門型、大和型
- 航空母艦：加賀、龍驤、蒼龍、飛龍、翔鶴型、雲龍型、信濃、瑞鳳型、龍鳳、千歳型、飛鷹型、冲鷹、神鷹、海鷹
- 重巡洋艦：妙高型、鳥海を除く高雄型、最上型、利根型
- 軽巡洋艦：5,500トン型(昭和18年以降順次搭載）
- 旧装甲巡洋艦：出雲型
- 水上機母艦：千歳型、瑞穂、秋津洲
- 潜水母艦：大鯨、剣埼
- 練習巡洋艦：香取型
- 敷設艦：津軽
- 駆逐艦：松型（丁型）、雪風(中華民国海軍時代、「丹陽」として搭載した時期があった。)
- 輸送艦：第一号型輸送艦
- 特務艦：明石、足摺型運送艦

## 画像

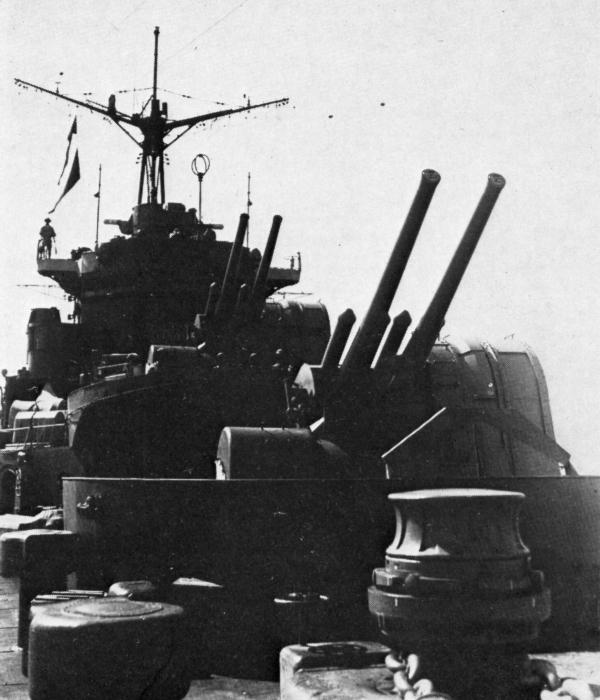
水上機母艦「千歳」の前甲板には連装高角砲2基が搭載された。
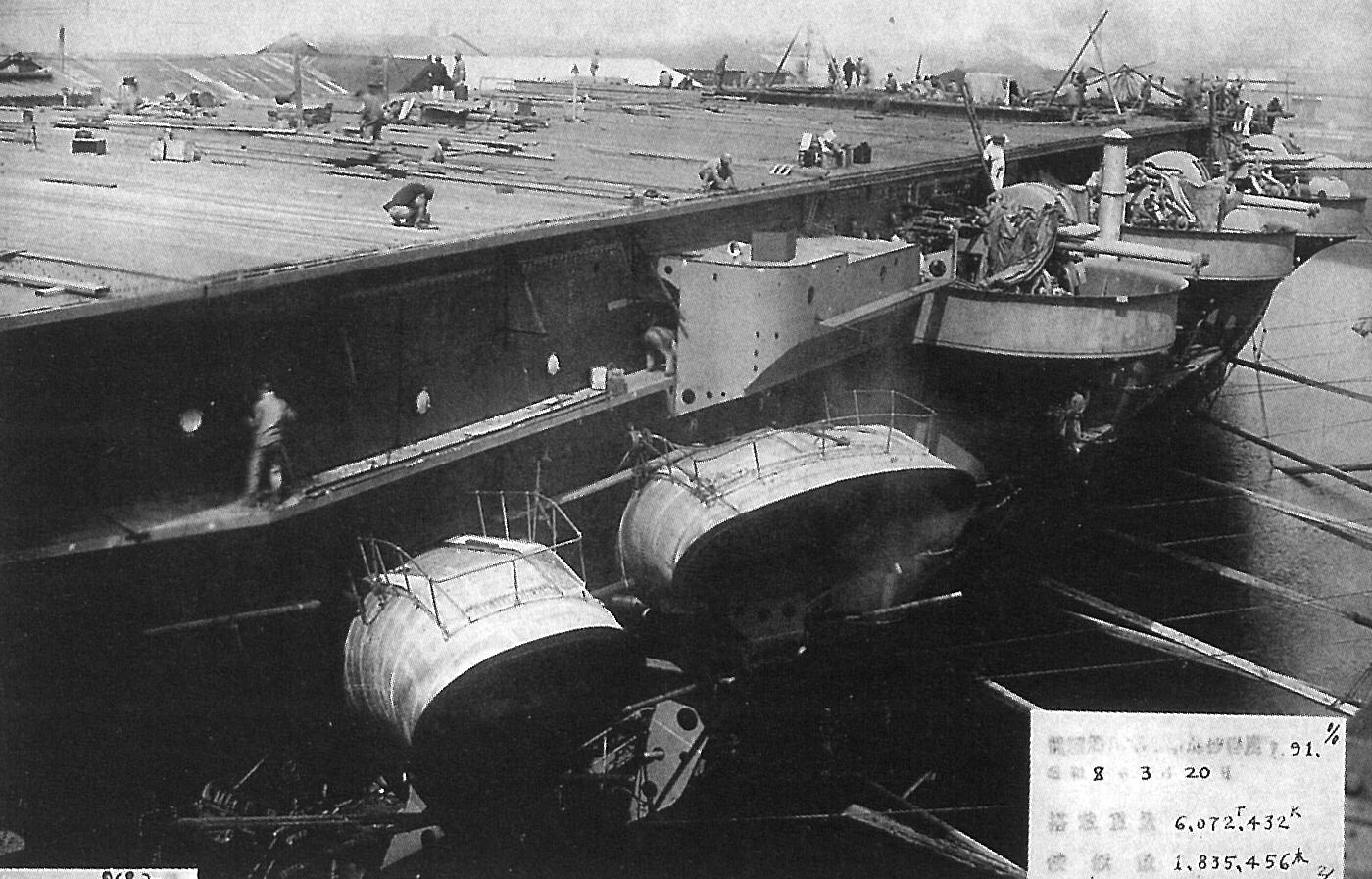
艤装中の航空母艦「龍驤」。連装高角砲が搭載された。
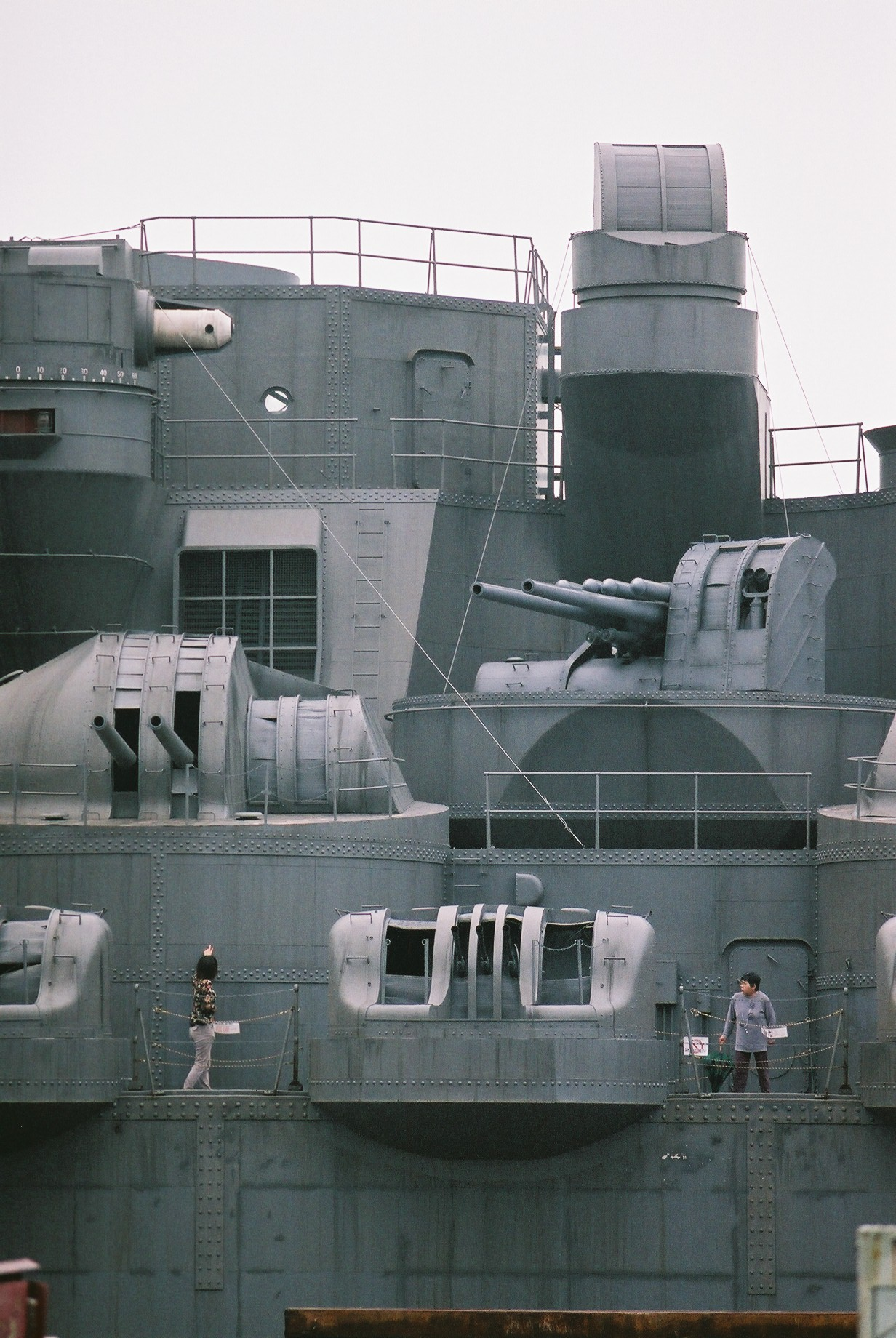
映画ロケ用に製作されたシールド付きとシールドなしのもの
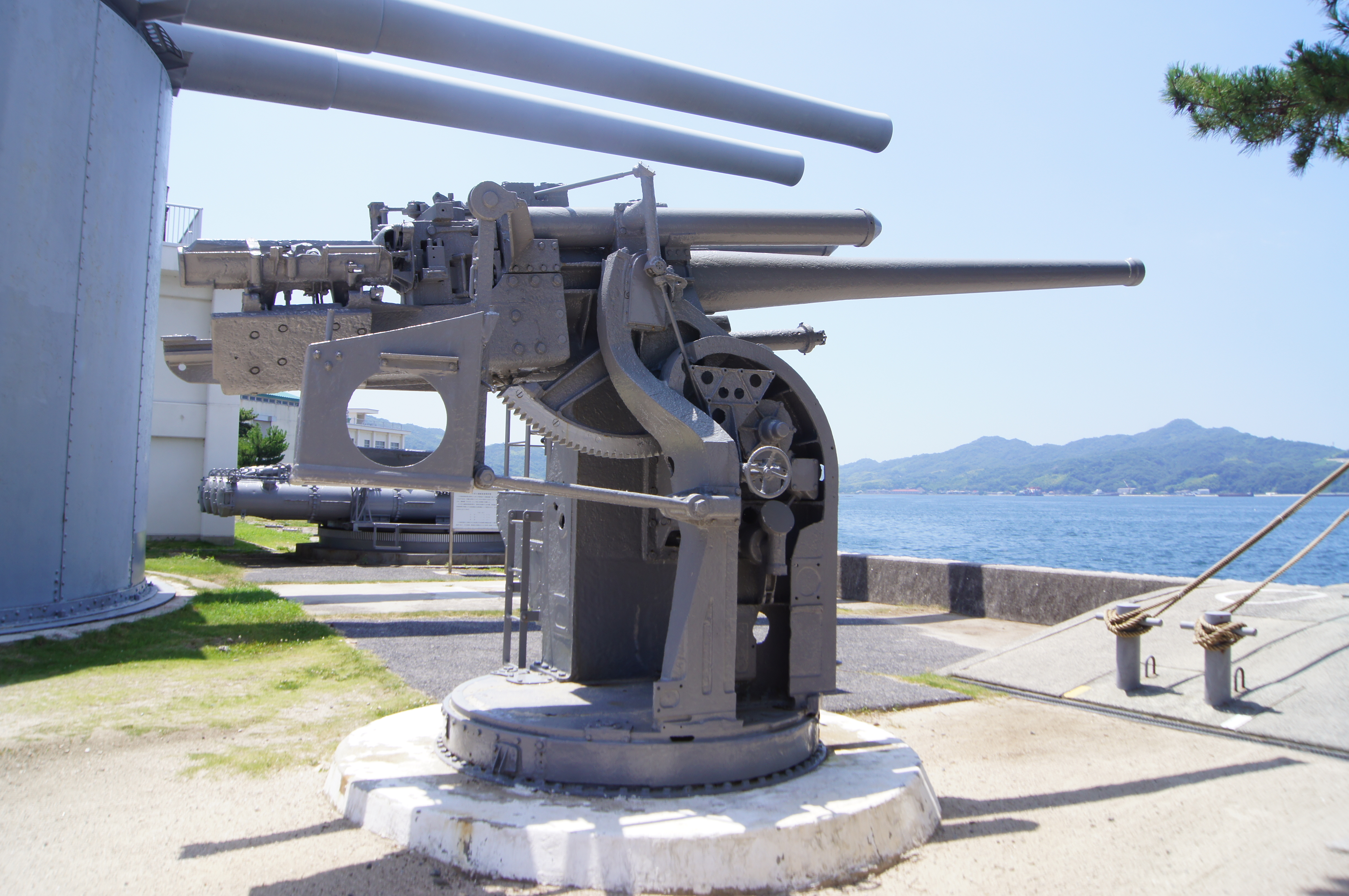
駆逐艦梨に搭載されていた(単装砲）。海軍兵学校にて撮影。
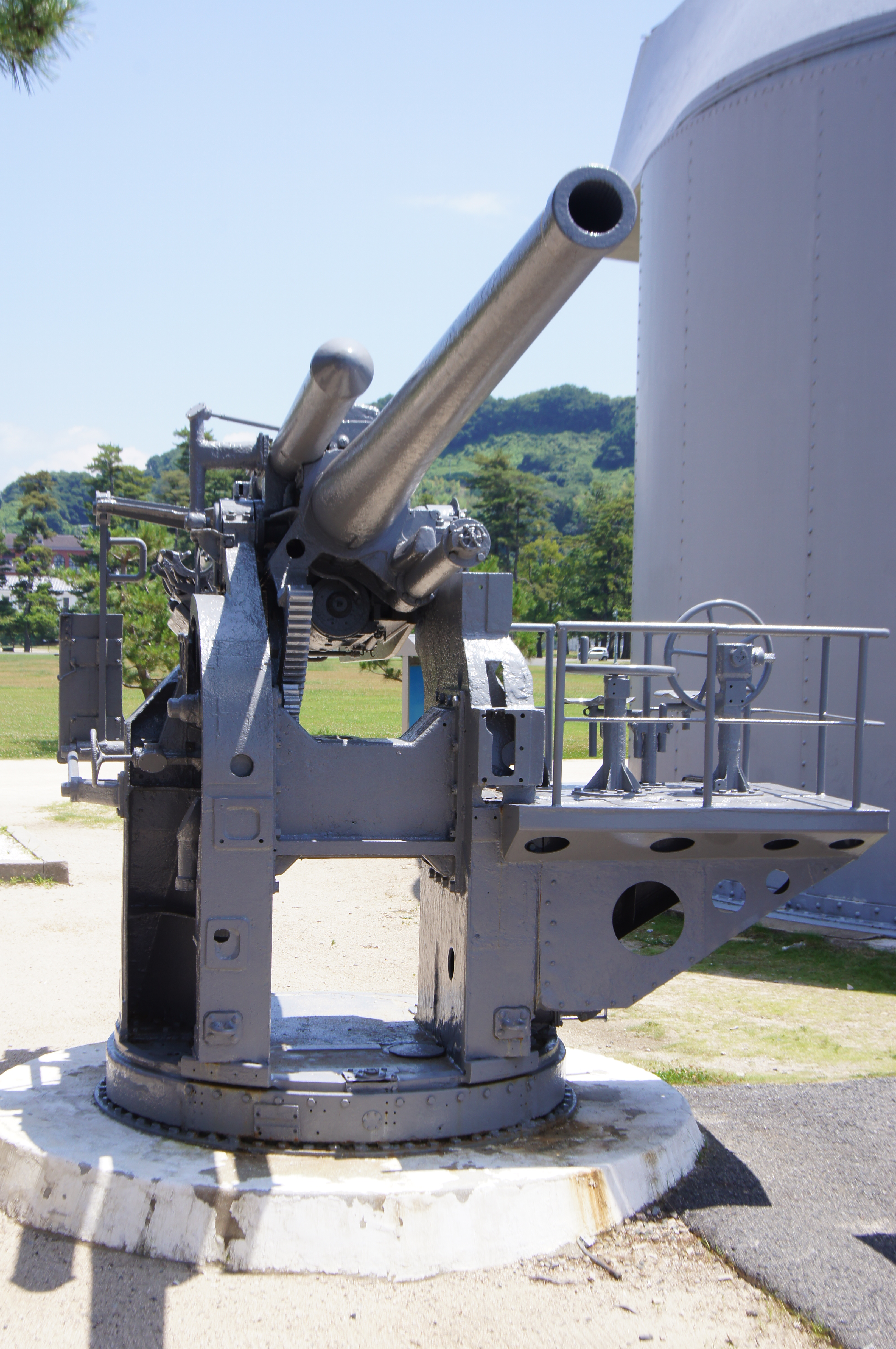
左記を前面より撮影。